# عباس الفاسی
عباس الفاسی (به عربی: عباس الفاسي) (زاده ۱۸ سپتامبر ۱۹۴۰) از ۱۹ سپتامبر ۲۰۰۷ تا ۲۹ نوامبر ۲۰۱۱ نخست‌وزیر کشور مراکش بود.
حزب استقلال که در سال ۱۹۴۴ تأسیس شده، در انتخابات پارلمانی هفتم سپتامبر ۲۰۰۷ با به دست آوردن ۵۲ کرسی در مقابل ۴۶ کرسی حزب عدالت و توسعه اسلام‌گرایان، و ۴۱ کرسی جنبش مردمی به پیروزی رسید. پس از این پیروزی محمد ششم، پادشاه مغرب عباس الفاسی رئیس حزب ملی‌گرای استقلال مغرب را به نخست‌وزیری برگزید.

## کارنامه
الفاسی در برکان مراکش به دنیا آمد. او از سال ۱۹۷۷ تا ۱۹۸۱ به عنوان وزیر مسکن خدمت کرده‌است. 
الفاسی از سال ۱۹۸۱ تا ۱۹۸۵ وزیر صنایع دستی و امور اجتماعی، از سال ۱۹۸۵ تا ۱۹۹۰ سفیر مراکش در تونس و اتحادیه عرب، از ۱۹۹۰ تا ۱۹۹۴ سفیر در فرانسه بود. 
وی از سال ۲۰۰۰ تا ۲۰۰۲ به عنوان وزیر کار و آموزش حرفه‌ای، و وزیر توسعه اجتماعی و همبستگی خدمت کرده‌است. 
او سپس در زمان دولت ادریس جطو از سال ۲۰۰۲ تا ۲۰۰۷ منصب وزیر امور خارجه را احراز کرد. 
به دنبال پیروزی حزب استقلال در انتخابات پارلمانی، پادشاه مراکش الفاسی را در ۱۹ سپتامبر ۲۰۰۷ به نخست‌وزیری گمارد.